# Amambai
Amambai é um município brasileiro do estado de Mato Grosso do Sul, na região Centro-Oeste. Está situado a 90 km de Ponta Porã e 50 km de Coronel Sapucaia (fronteira com o Paraguai). O município está localizado numa região de relevo levemente ondulado, predominando os “Campos de Vacaria“ e “Mata de Dourados“.
Com uma área de 4 202,324 km², a densidade populacional em 2024 era de 9,38 habitantes por km². Na estimativa populacional realizada pelo IBGE em 1 de julho de 2024, a população era de 39 325 habitantes, resultando em uma densidade populacional estimada de 9,38 habitantes por km².

## Geografia

### Relevo e altitude
Situa-se numa região de relevo levemente ondulado, estando a uma altitude de 480 metros.

### Clima
Está sob influência clima tropical (AW) e subtropical (cfa) com média de 22 °C. O clima do município apresenta-se úmido e apresenta índice efetivo de umidade com valores anuais variando de 40 a 60%. A precipitação pluviométrica anual varia entre 1.750 a 2.000mm, excedente hídrico de 1.200 a 1.400mm durante sete a oito meses e deficiência hídrica de 200 a 350mm durante três meses.
Segundo dados do Instituto Nacional de Meteorologia (INMET), referentes ao período de abril de 2011 a outubro de 2019, a menor temperatura registrada em Amambai foi de −2 °C em 28 de junho de 2011, e a maior atingiu 41 °C em 16 de setembro de 2019. O maior acumulado de precipitação em 24 horas foi de 147,6 milímetros (mm) em 9 de janeiro de 2013.

### Área
Ocupa uma superfície de 4 202,324 km². A área urbana totaliza 7,290 km² segundo a Embrapa Monitoramento por Satélite.

## História
De antiga paragem de carretas a município polo da região sul de Mato Grosso do Sul
Ao final da Guerra do Paraguai não houve um tratado de paz entre os países envolvidos (Paraguai, Brasil e Argentina). Embora a guerra tenha terminado em março de 1870, os acordos de paz não foram concluídos de imediato. As negociações foram obstadas pela recusa argentina em reconhecer a independência paraguaia. O Brasil não aceitava as pretensões da Argentina sobre uma grande parte do Grande Chaco, região paraguaia rica em quebracho (produto usado na industrialização do couro). A questão de limites entre o Paraguai e a Argentina foi resolvida através de longa negociação entre as partes. A única região sobre a qual não se atingiu um consenso — a área entre o rio Verde e o braço principal do rio Pilcomayo — foi arbitrada pelo presidente estado-unidense Rutherford Birchard Hayes que a declarou paraguaia. O Brasil assinou um tratado de paz em separado com o Paraguai, em 9 de janeiro de 1872, obtendo a liberdade de navegação no rio Paraguai. Foram confirmadas as fronteiras reivindicadas pelo Brasil antes da guerra. Estipulou-se também uma dívida de guerra que foi intencionalmente subdimensionada por parte do governo imperial do Brasil mas que só foi efetivamente perdoada em 1943 por Getúlio Vargas, em resposta a uma iniciativa idêntica da Argentina. O reconhecimento da independência do Paraguai pela Argentina só foi feito na Conferência de Buenos Aires, em 1876, quando a paz foi estabelecida definitivamente.

## Demografia
A população do município em 2014 era de 37 144, segundo estimativa do IBGE, o que colocava o município em 12º lugar no estado naquele ano. A densidade populacional estimada em 2014 era de 8,84 hab/km². Em 2010, segundo o censo oficial do IBGE, a população era de 34 730 habitantes, com uma densidade populacional de 8,26 hab/km².

### Domicílios
| Domicílios de Amambai                | Domicílios de Amambai |
| ------------------------------------ | --------------------- |
| Total de domicílios                  | 12 228 domicílios     |
| Domicílios particulares              | 12 199 (99,76%)       |
| Domicílios coletivos                 | 29 (0,24%)            |
| Domicílios por rendimento per capita |                       |
| Mais de 5 salários                   | 2,05 %                |
| De 2 a 5 salários                    | 8,85 %                |
| De 1 a 2 salários                    | 18,38 %               |
| De 0,5 a 1 salário                   | 31,53 %               |
| De 0,25 a 0,5 salários               | 21,80 %               |
| Até 0,25 salários ou sem rendimento  | 17,38 %               |
| Distribuição por classe social       |                       |
| Classe A                             | 2,05 %                |
| Classe B                             | 8,85 %                |
| Classe C                             | 49,91 %               |
| Classe D                             | 21,80 %               |
| Classe E                             | 17,38 %               |
|                                      |                       |
| Classe alta (A - B)                  | 10,90 %               |
| Classe média (C - D)                 | 71,71 %               |
| Classe consumidora (A - B - C - D)   | 82,61 %               |
| Classe periférica (E)                | 17,38 %               |

## Religião
Conforme o Censo de 2010 do IBGE, a população de Amambai é formada por grupos religiosos como cristãos (78,58%), sendo católicos (49,30%), evangélicos de missão (5,64%), evangélicos de origem pentecostal (17,56%), restauracionistas (0,18%) e outros cristãos (5,90%) os seus representantes. Outros grupos religiosos presentes são os reencarnacionistas (0,63%), afro-brasileiros (0,02%), orientais (0,03%), tradições esotéricas (0,03%), tradições indígenas (2,62%), indeterminados (0,15%) e não-religiosos (17,94%).

### Cristãos
É o maior grupo religioso, totalizando 78,58% de sua população.

#### Católicos

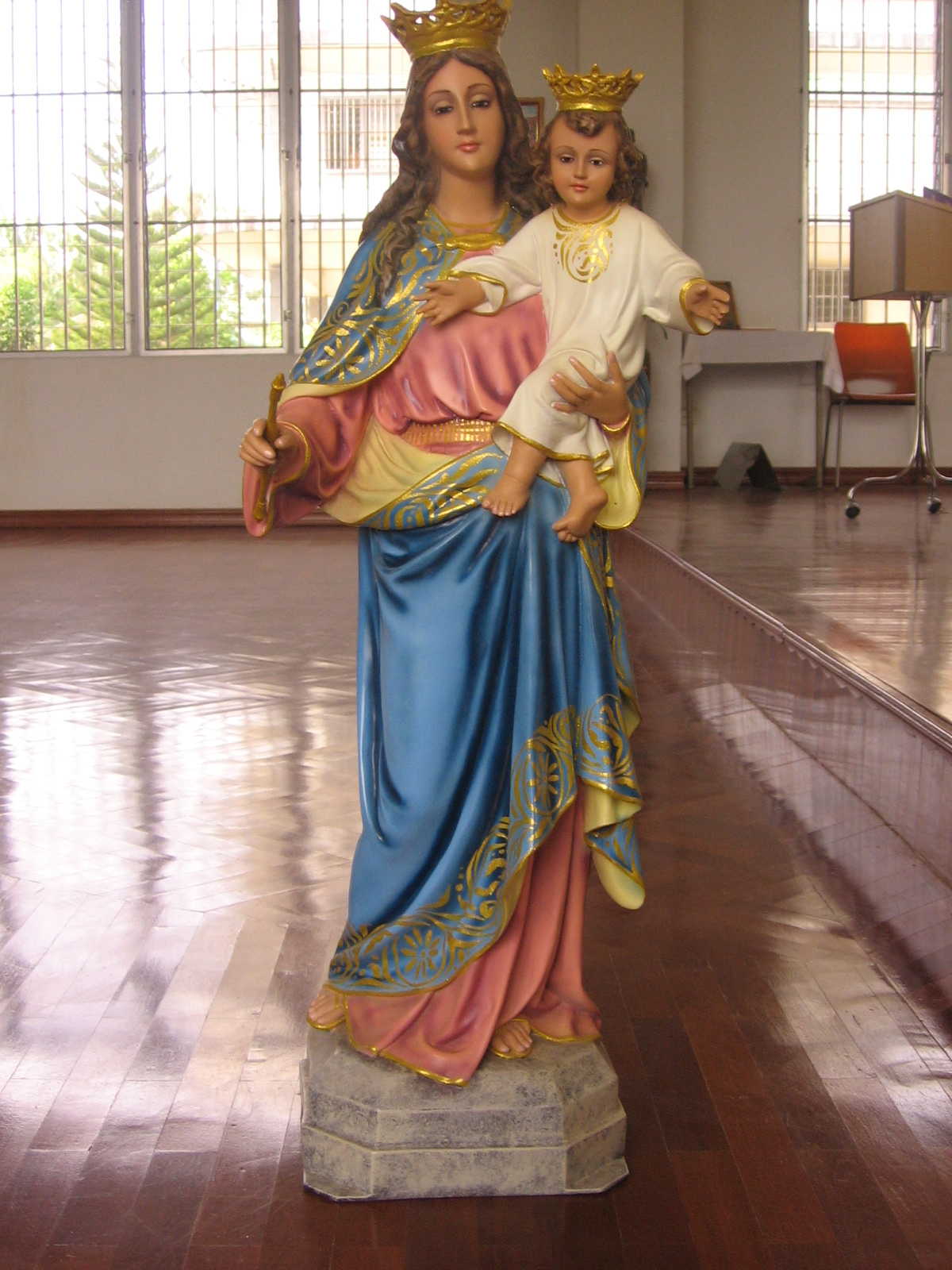
Exemplo de uma imagem de Nossa Senhora Auxiliadora, padroeira do município

Amambai localiza-se no país mais católico do mundo em números absolutos. A Igreja Católica teve seu estatuto jurídico reconhecido pelo governo federal em outubro de 2009, ainda que o Brasil seja atualmente um estado oficialmente laico..
A Igreja Católica reconhece como padroeiros da cidade Nossa Senhora Auxiliadora. O município faz parte da Circunscrições eclesiásticas da Regional Oeste I (que atende Mato Grosso do Sul) e de acordo com a divisão resolvida pela Igreja Católica, o município de Amambai pertence à Província Eclesiástica de Campo Grande, mais precisamente à Diocese de Dourados, sendo sede de 1 paróquia. Seu atual bispo é, desde 2015, Dom Henrique Aparecido de Lima.
Grupo formado por 49,30% dos seus habitantes, sendo a Católica Apostólica Romana a única representante no município.

#### Protestantes
Embora seu desenvolvimento tenha sido sobre uma matriz social eminentemente católica, tanto devido à colonização quanto à imigração, é possível encontrar atualmente na cidade dezenas de denominações protestantes diferentes. De acordo com dados do censo de 2010 realizado pelo IBGE, a população local era composta 28,23% de protestantes.

##### Evangélicos de missão
Os evangélicos de missão totalizam 5,64% dos locais. Destes, 0,71% são luteranos, 2,06% são presbiterianos, 2,40% são batistas e 0,47% são adventistas.

##### Evangélicos neopentecostais
Os evangélicos neopentecostais totalizam 17.56% dos locais. Destes, 3,01% é da Igreja Assembleia de Deus, 2,53% da Congregação Cristã do Brasil, 0,14% da Igreja o Brasil para Cristo, 1,61% da Igreja Evangelho Quadrangular, 1,19% da Igreja Universal do Reino de Deus, 1,88% da Igreja Deus é Amor, 0,42% da Comunidade Evangélica e 6,78% de outras evangélicas de origem pentecostal.

#### Restauracionista
Representado por 0,18% dos habitantes. Abrange a Testemunhas de Jeová.

#### Outros cristãos
Em Amambai existem também cristãos de outras denominações, representado por 5,90% dos habitantes. Destes 5,03% são de outras igrejas evangélicas e 0,87% são de outras religiosidades cristãs.

### Outras denominações
O município é representada por variados outros credos, existindo também religiões de várias outras denominações tais como Testemunhas de Jeová, Maçônica, Messiânica, entre outras. São elas:

#### Reencarnacionistas
Possui 0,63% do total, sendo 0,57% espírita e 0,06% espiritualista.

#### Afro-brasileiras
Possui 0,02% do total, sendo todos da umbanda.

#### Orientais ou asiáticas
Possui 0,03% de locais, sendo religiões orientais não definidas.

#### Tradições esotéricas
Possui 0,03% do total.

#### Tradições indígenas
Possui 2,62% de locais.

### Indeterminados
Opções indeterminadas respondem por 0,15% dos habitantes, sendo os mal definidos respondendo por 0,12% e 0,03% dos que não sabem que religião são.

### Não religiosos
O Grupo das pessoas não religiosas respondem por 17,94% dos habitantes, sendo os sem religião convictos 17,08%, ateus 0,64% e agnósticos 0,21%.

## Observações
- ↑ Segundo alguns autores, a ortografia do topônimo deveria ser Amambaí, por ser a pronúncia mais correta, ao invés da oficial (Amambai).

## Amambaienses ilustres
- Ana Castela, cantora